# Ģ

Ģ,ģ는 유성 경구개 파열음의 소리를 내는 라트비아어의 11번째 문자이다.

## 기타
다른 문자는 모두 세디유가 아래에 있으나 이 문자는 소문자 g에 대한 세디유가 위에 있다.